# Посёлок имени Мамонтова (Павловский район)
Посёлок и́мени Ма́монтова — посёлок в Павловском районе Алтайского края. Входит в состав Арбузовского сельсовета.

## География
Посёлок находится у озера Лебяжье, на расстоянии 33 км к юго-западу от села Павловск, административного центра района.

## Население
| 1997 | 1998 | 1999 | 2000 | 2001 | 2002 | 2003 | 2004 | 2005 |
| ---- | ---- | ---- | ---- | ---- | ---- | ---- | ---- | ---- |
| 257  | ↘250 | ↗285 | ↘258 | →258 | ↗260 | ↘254 | ↘220 | ↘200 |
| 2006 | 2007 | 2008 | 2009 | 2010 | 2011 | 2012 | 2013 | 2019 |
| ↗206 | ↘204 | ↘196 | ↘194 | ↘160 | ↘157 | ↘141 | ↘140 | ↘120 |

### Национальный состав
Согласно результатам переписи 2002 года, в национальной структуре населения русские составляли 84 %.